# フェデリコ・デルボニス
フェデリコ・デルボニス（Federico Delbonis, 1990年10月5日 - ）は、アルゼンチン・アスール出身の元男子プロテニス選手。これまでにATPツアーでシングルス2勝。ダブルス2勝を挙げている。自己最高ランキングはシングルス33位、ダブルス110位。身長193cm。左利き、バックハンド・ストロークは両手打ち。

## 選手経歴

### 2007年 プロ転向
7歳からテニスを始め、2007年にプロに転向。

### 2010年 グランドスラム予選参戦
2010年全豪オープンから4大大会の予選に挑戦を始めたが、なかなか突破することが出来ず初出場は2013年全仏オープンであった。

### 2013年 ツアー初の決勝進出
2013年7月のドイツ国際オープンでは予選から勝ち上がり、トミー・ロブレド、ドミトリー・トゥルスノフ、フェルナンド・ベルダスコらを破りベスト4に進出した。準決勝ではロジャー・フェデラーを7-6(7), 7-6(4)で破る金星を挙げ初のツアー決勝に進出した。決勝ではファビオ・フォニーニに6–4, 6–7(8), 2–6で敗れ準優勝となったが、この活躍でランキングを114位から65位に上げトップ100入りを果たした。

### 2014年 ツアー初優勝
2014年3月のブラジル・オープンで2度目の決勝に進出した。決勝ではパオロ・ロレンツィを4–6, 6–3, 6–4で破りツアー初優勝を果たした。大会後のランキングで44位となりトップ50入りを果たした。

### 2015年 ワウリンカ撃破
2015年ジュネーブ・オープン準々決勝で世界9位のスタン・ワウリンカに6–7(5), 6–4, 6–4で勝利した。

### 2016年 デビス杯初優勝
2016年BNPパリバ・オープンでは3回戦で世界ランク2位のアンディ・マリーに6-4, 4-6, 7-6(3)で破る金星を挙げた。4月のハサン2世グランプリでは決勝でボルナ・チョリッチを6-2, 6-4で破り、ツアー2勝目を飾った。デビスカップ2016では準々決勝イタリア戦で2勝をあげ、準決勝進出に貢献。決勝のクロアチア戦で再び出場し、2-2で迎えた第5試合でイボ・カルロビッチに6-3, 6-4, 6-2で勝利し、アルゼンチンの優勝を決めた。

### 2017年 チャレンジャー9勝目
ブラジル・オープンでは1回戦でヨゼフ・コバリク、2回戦でキャスパー・ルードを破って準々決勝進出。マイアミ・オープンでは1回戦でフアン・モナコ、2回戦でパブロ・カレーニョ・ブスタ、3回戦ではヤン＝レナード・ストルフを破って4回戦進出。4回戦では錦織圭に敗れた。
6月に行われたチェコ・オープンでは1回戦でエフゲニー・ドンスコイ、2回戦でニコラス・ジャリー、準々決勝でトミー・ロブレド、準決勝でマーカス・エリクソンを破って決勝進出。決勝ではイジー・ベセリーに敗れ準優勝。
トーディ・チャレンジャーでは1回戦でエンリケ・ロペス・ペレス、2回戦でステファノ・トラヴァーリャ、準々決勝でファクンド・バグニス、準決勝でドゥシャン・ラヨビッチを破って決勝へ進出し、決勝ではマルコ・チェッキナートを7-5,6-1のストレートで下し優勝。翌週のミラノ・チャレンジャーにも出場し、1回戦でクリストファー・オコネル、2回戦でズデニェク・コラーシュ、準々決勝でウラジミール・イニャティック、準決勝でチェッキナートを破って2週連続の決勝進出を果たしたが、決勝戦のギド・ペラとの試合では途中棄権し準優勝。
ドイツ国際オープンでは予選を勝ち上がり、本戦では1回戦でカルロス・ベロルク、2回戦でダビド・フェレール、準々決勝でカレン・ハチャノフを破って準決勝進出。準決勝ではレオナルド・マイエル相手に敗れた。
10月に行われたカリ・チャレンジャーでは1回戦でゴンザロ・ラマ、2回戦でイニゴ・セルバンテス、準々決勝でブラジュ・ロラ、準決勝でジェラルド・メルツァーを破って決勝へ進出し、決勝ではギリェルメ・クレザルを7-6,7-5のストレートで下してチャレンジャー大会2勝目となった。

### 2018年 チャレンジャー10勝目
2月のアルゼンチン・オープンでは、1回戦でフロリアン・マイヤー、2回戦でガスタン・エリアス、準々決勝でギジェルモ・ガルシア＝ロペスを破って準決勝に進出。準決勝ではアルヤジ・ベデネ相手に敗れた。
3月のBNPパリバ・オープンでは、1回戦でライアン・ハリソンを破って2回戦でロジャー・フェデラーと対戦したが、3-6,6-7のストレートで敗れた。
5月の全仏オープンでは、1回戦でトマス・ベルッシを6-1,6-3,3-6,6-1で破って2回戦に進出。2回戦ではパブロ・カレーニョ・ブスタ相手に6-7,6-7,6-3,4-6で敗れた。
7月のスウェーデン・オープンでは、1回戦でオラシオ・セバジョス、2回戦でジョン・ミルマンを破って準々決勝に進出。準々決勝ではこの大会の優勝者であるファビオ・フォニーニ相手に4-6,3-6で敗れた。
9月のビエラ・チャレンジャーでは、決勝でステファノ・ナポリターノを6-4,6-3で破って優勝。
10月のカンピーナス・チャレンジャーでは、準決勝でチアゴ・モンテイロを4-0,6-7,6-2のフルセットで破って決勝に進出。決勝ではクリスティアン・ガリン相手に3-6,4-6で敗れた。翌週に行われたサント・ドミンゴチャレンジャーでも決勝に進出。決勝では2週連続でガリンとの対戦となり、4-6,7-5,4-6のフルセットで敗れた。年間最終ランキングは80位。

### 2019年 チャレンジャー11勝目
1月のニューカレドニア国際(ヌメア・チャレンジャー)では、準決勝でこの大会優勝者のマイケル・イマーに2-6,4-6で敗れた。
2月のコルドバ・オープンでは、1回戦でレオナルド・マイエル、2回戦でロベルト・カルバリェス・バエナ、準々決勝でハウメ・ムナルを破って準決勝に進出。準決勝ではファン・イグナシオ・ロンデロ相手に1-6,0-6で敗れた。
3月のマイアミ・オープンでは、1回戦でピーター・ゴヨブジク、2回戦でジョン・ミルマンを破って3回戦進出。3回戦ではノバク・ジョコビッチ相手に5-7,6-4,1-6のフルセットで敗北。
4月のモンテカルロ・マスターズでは予選を勝ち上がって本戦に進出。1回戦でマルティン・クリザンに敗れた。バルセロナ・オープンでは予選を勝ち上がって本戦に出場。1回戦でニコラ・クーンに敗れた。
5月のジュネーヴ・オープンでは、1回戦でグリゴール・ディミトロフ、2回戦でマートン・フチョビッチ、準々決勝でアルベルト・ラモス＝ビノラスを破って準決勝に進出。準決勝ではアレクサンダー・ズベレフ相手に敗れた。全仏オープンでは1回戦でギジェルモ・ガルシア＝ロペス相手に勝利。2回戦ではファビオ・フォニーニに4-6,6-3,3-6,3-6で敗れた。
7月のペルージャ・チャレンジャーでは、決勝でガルシア＝ロペスを6-0,1-6,7-6のフルセットで破って優勝。スウェーデン・オープンでは、1回戦でベルナベ・サパタ・ミラジェス、2回戦でパブロ・クエバス、準々決勝でジョアン・ソウザを破って準決勝進出。準決勝ではこの大会の優勝者であるニコラス・ジャリーに敗れた。ドイツ国際オープンでは1回戦でマルコ・チェッキナートを破るも、2回戦でアレキサンダー・ズベレフに敗れた。
11月のモンテビデオ・チャレンジャーでは、決勝でハウメ・ムナル相手に敗れ準優勝。年間最終ランキングは76位。

### 2020年 ATPツアーベスト8
1月のアデレード国際では予選を突破し本戦に進出するも、1回戦でジェームズ・ダックワースに敗れた。全豪オープンでは1回戦でペドロ・ソウザを破って2回戦に進出。2回戦でラファエル・ナダルに3-6,6-7,1-6のストレートで敗れた。スコアこそストレート負けだったものの、過去3試合で合計10ゲームしか取れなかったナダル相手に善戦し、試合中にはナダルが苛立ちを見せるシーンも見られ、試合後にはタフな試合であったとコメントしている。
2月のチリ・オープンでは、1回戦でマルティン・クリザン、2回戦でサルバトーレ・カルーソを破って準々決勝進出。準々決勝ではキャスパー・ルードに敗れた。
9月のオーストリア・オープンでは、予選を突破し本戦に進出。1回戦でフアン・イグナシオ・ロンデロ、2回戦でニコロズ・バシラシビリを破って準々決勝進出。準々決勝ではミオミル・ケツマノビッチに敗れた。
10月のサルディーニャ・オープンでは、1回戦でアンドレアス・セッピ、2回戦でパブロ・アンドゥハルを破って準々決勝進出。準々決勝ではダニーロ・ペトロビッチに敗れた。
11月のパリ・マスターズでは、予選を突破し本戦に進出。1回戦でジョーダン・トンプソンに敗れた。年間最終ランキングは82位。

### 2021年 マスターズベスト8
3月のチリ・オープンでは、ハウメ・ムナルと組んだダブルスで2年ぶりに5度目の決勝進出を果たして、惜しくも準優勝。シングルスでは、1回戦でムナル、2回戦でアンドレイ・マーティン、準々決勝でホルガ・ルネを破って準決勝進出。準決勝ではファクンド・バグニス相手に敗れ決勝進出を逃した。
4月のモンテカルロ・マスターズでは、予選を突破し本戦に進出。1回戦でアドリアン・マナリノを破って2回戦進出。2回戦ではナダル相手に敗れた。セルビア・オープンでは1回戦でリカルダス・ベランキス、2回戦でドゥサン・ラヨビッチを破って準々決勝進出。準々決勝ではダニエル太郎に6-4,1-6,5-7のフルセットで敗れた。
5月のBNLイタリア国際では1回戦でカレン・ハチャノフ、2回戦でダビド・ゴファン、3回戦でフェリックス・オジェ＝アリアシムらを破り、初のマスターズ1000準々決勝に進出。準々決勝ではライリー・オペルカに敗れた。この活躍で2017年3月以来、4年ぶりにシングルスランキングトップ50に復帰。全仏オープンでは1回戦でラドゥ・アルボット、2回戦でパブロ・アンドゥハル、3回戦で第27シードのファビオ・フォニーニを破り、グランドスラムで初の4回戦進出。4回戦ではアレハンドロ・ダビドビッチ・フォキナに敗れた。
6月のセルビア・オープン2では、1回戦でルカシュ・クレイン、2回戦でチアゴ・モンテイロを破って準々決勝進出。準々決勝はロベルト・カルバリェス・バエナが棄権した為、不戦勝で準決勝進出が決まった。準決勝ではアレックス・モルチャンに敗れ決勝進出を逃した。
7月のドイツ国際オープンでは、1回戦でジャン・ジジェン、2回戦でアルベルト・ラモス＝ビノラス、準々決勝でブノワ・ペールを破って2017年以来の準決勝進出。準決勝ではパブロ・カレーニョ・ブスタに敗れて決勝進出を逃した。年間最終ランキングは44位。

### 2022年 ATP杯初出場 トップ100陥落
1月のATPカップでは、チームアルゼンチンの一員として出場。アレクサンドル・メトレヴェリとミハイル・ペルヴォララキスを相手に勝利する。
2月のアルゼンチン・オープンでは、1回戦でフアン・マルティン・デルポトロ、2回戦でパブロ・アンドゥハル、準々決勝でファビオ・フォニーニを破って準決勝進出。準決勝ではキャスパー・ルードに敗れた。リオ・オープンでは、1回戦でダニエル・エラヒ・ガランを破って2回戦に進出するも、2回戦でこの大会優勝者のカルロス・アルカラスに敗れた。
4月のモンテカルロ・マスターズでは、1回戦でハウメ・ムナルを破って2回戦に進出するも、2回戦でアレキサンダー・ズベレフ相手に敗れた。
5月の全仏オープンでは、1回戦でアドリアン・マナリノを6-1,7-6,6-2のストレートで破って2回戦進出。2回戦ではアンドレイ・ルブレフに敗れた。
7月のスウェーデン・オープンでは、予選を突破し本戦に出場するも、1回戦でフェデリコ・コリアに敗れた。
8月の全米オープンでは、予選を突破し本戦に出場する。1回戦でジョン・イズナー相手に3-6,1-6,5-7のストレートで敗れた。年間最終ランキングは125位。

### 2023年 トップ250圏外
4月17日には世界ランキング214位となり、トップ200圏外となり、9月11日にはトップ250位圏外となった。

### 2024年 引退
1月29日の地元アルゼンチン・オープンでのダブルスでの試合を最後に現役引退となった。

## ATPツアー決勝進出結果

### シングルス: 4回 (2勝2敗)
| 大会グレード                            |
| グランドスラム (0-0)                    |
| ATPワールドツアー・ファイナル (0-0)     |
| ATPワールドツアー・マスターズ1000 (0-0) |
| ATPワールドツアー・500シリーズ (0-1)    |
| ATPワールドツアー・250シリーズ (2-1)    |

| サーフェス別タイトル |
| ハード (0–0)         |
| クレー (2-2)         |
| 芝 (0-0)             |
| カーペット (0-0)     |

| 結果   | No. | 決勝日        | 大会       | サーフェス | 対戦相手             | スコア           |
| ------ | --- | ------------- | ---------- | ---------- | -------------------- | ---------------- |
| 準優勝 | 1.  | 2013年7月21日 | ハンブルグ | クレー     | ファビオ・フォニーニ | 6–4, 6–7(8), 2–6 |
| 優勝   | 1.  | 2014年3月2日  | サンパウロ | クレー     | パオロ・ロレンツィ   | 4–6, 6–3, 6–4    |
| 準優勝 | 2.  | 2014年5月24日 | ニース     | クレー     | エルネスツ・グルビス | 1–6, 6–7(5)      |
| 優勝   | 2.  | 2016年4月10日 | マラケシュ | クレー     | ボルナ・チョリッチ   | 6-2, 6-4         |

## デビスカップ
| 年     | アルゼンチンチーム | ラウンド/相手 |
| ------ | --- | --- |
| 2016年 | フアン・マルティン・デル・ポトロ フェデリコ・デルボニス ギド・ページャ レオナルド・マイエル フアン・モナコ カルロス・ベルロク レンソ・オリボ | 1R: ポーランド 2–3 アルゼンチン QF: イタリア 1–3 アルゼンチン SF: イギリス 2–3 アルゼンチン FN: クロアチア 2–3 アルゼンチン |

## 成績
略語の説明
| W | F | SF | QF | #R | RR | Q# | LQ | A | Z# | PO | G | S | B | NMS | P | NH |

W=優勝, F=準優勝, SF=ベスト4, QF=ベスト8, #R=#回戦敗退, RR=ラウンドロビン敗退, Q#=予選#回戦敗退, LQ=予選敗退, A=大会不参加, Z#=デビスカップ/BJKカップ地域ゾーン, PO=デビスカップ/BJKカッププレーオフ, G=オリンピック金メダル, S=オリンピック銀メダル, B=オリンピック銅メダル, NMS=マスターズシリーズから降格, P=開催延期, NH=開催なし.
| 大会           | 2010 | 2011 | 2012 | 2013 | 2014 | 2015 | 2016 | 2017 | 2018 | 2019 | 通算成績 |
| -------------- | ---- | ---- | ---- | ---- | ---- | ---- | ---- | ---- | ---- | ---- | -------- |
| 全豪オープン   | LQ   | A    | A    | A    | 1R   | 1R   | 3R   | 1R   | 1R   | 1R   | 2–6      |
| 全仏オープン   | LQ   | LQ   | LQ   | 2R   | 1R   | 1R   | 1R   | 1R   | 2R   | 2R   | 3–7      |
| ウィンブルドン | A    | LQ   | A    | A    | 1R   | 1R   | 1R   | A    | 1R   | 1R   | 0–5      |
| 全米オープン   | LQ   | A    | LQ   | LQ   | 2R   | 1R   | 2R   | A    | 1R   | 1R   | 2–5      |

### 大会最高成績
| 大会                 | 成績 | 年         |
| -------------------- | ---- | ---------- |
| ツアーファイナルズ   | A    | 出場なし   |
| インディアンウェルズ | 4R   | 2016       |
| マイアミ             | 4R   | 2017       |
| モンテカルロ         | 2R   | 2021, 2022 |
| マドリード           | 3R   | 2021, 2022 |
| ローマ               | QF   | 2021       |
| カナダ               | 1R   | 2014, 2016 |
| シンシナティ         | 2R   | 2019       |
| 上海                 | 1R   | 2016       |
| パリ                 | 1R   | 2020, 2021 |
| オリンピック         | 1R   | 2016       |
| デビスカップ         | W    | 2016       |
| ATPカップ            | RR   | 2022       |